# Дік ван Арсдейл
Річард Альберт ван Арсдейл (англ. Richard Albert Van Arsdale; 22 лютого 1943, Індіанаполіс, США — 16 грудня 2024) — американський професіональний баскетболіст, що грав на позиціях легкого форварда і атакувального захисника за декілька команд НБА, зокрема за «Фінікс Санз», яка навіки закріпила за ним ігровий № 5. Згодом — баскетбольний тренер. Брат-близнюк баскетболіста Тома ван Арсдейла.

## Ігрова кар'єра
На університетському рівні грав за команду Індіана (1962—1965).
1965 року був обраний у другому раунді драфту НБА під загальним 10-м номером командою «Нью-Йорк Нікс». Професійну кар'єру розпочав 1965 року виступами за тих же «Нью-Йорк Нікс», захищав кольори команди з Нью-Йорка протягом наступних 3 сезонів. У своєму дебютному сезоні разом зі своїм братом Томом був включений до першої збірної новачків НБА.
Другою і останньою ж командою в кар'єрі гравця стала «Фінікс Санз», до складу якої він приєднався 1968 року і за яку відіграв 9 сезонів. З 1969 по 1971 рік тричі брав участь у Матчах усіх зірок НБА.

## Тренерська та менеджерська робота
1987 року після відставки Джона Маклауда на короткий період став головним тренером команди «Фінікс Санз».
Також працював генеральним менеджером «Фінікса», а згодом став і віце-президентом.